# Бецибука
Беци́бука или Бецибу́ка (устар. Бетсибока и Бетзибока; малаг. Betsiboka) — река в северо-западной части острова Мадагаскар. Имеет длину 525 км. Занимает второе место по длине среди рек Мадагаскара. Известна своим красно-коричневым цветом, который объясняется огромным количеством седиментов, вымываемых рекой в море.

## География и хозяйственное использование
Бецибука берёт начало в горах центральной части острова, на севере провинции Антананариву. Река образуется при слиянии рек Ампарихибе и Дзабу, затем течёт в северном направлении. Недалеко от населённого пункта Маэватанана Бецибука выходит на равнину и принимает (слева) воды своего крупнейшего притока — реки Икупа. На 40-км участке от этого места до слияния (справа) с рекой Камуру у поселения Амбатубуэни вдоль русла реки расположено большое число небольших озёр. Рядом с населённым пунктом Марувуай Бецибука впадает в бухту Бумбетука Мозамбикского пролива, образуя дельту. На выходе из бухты стоит портовый город Махадзанга.
Река судоходна на 130 км от устья, в её низовьях располагаются обширные рисовые поля.

## Экология

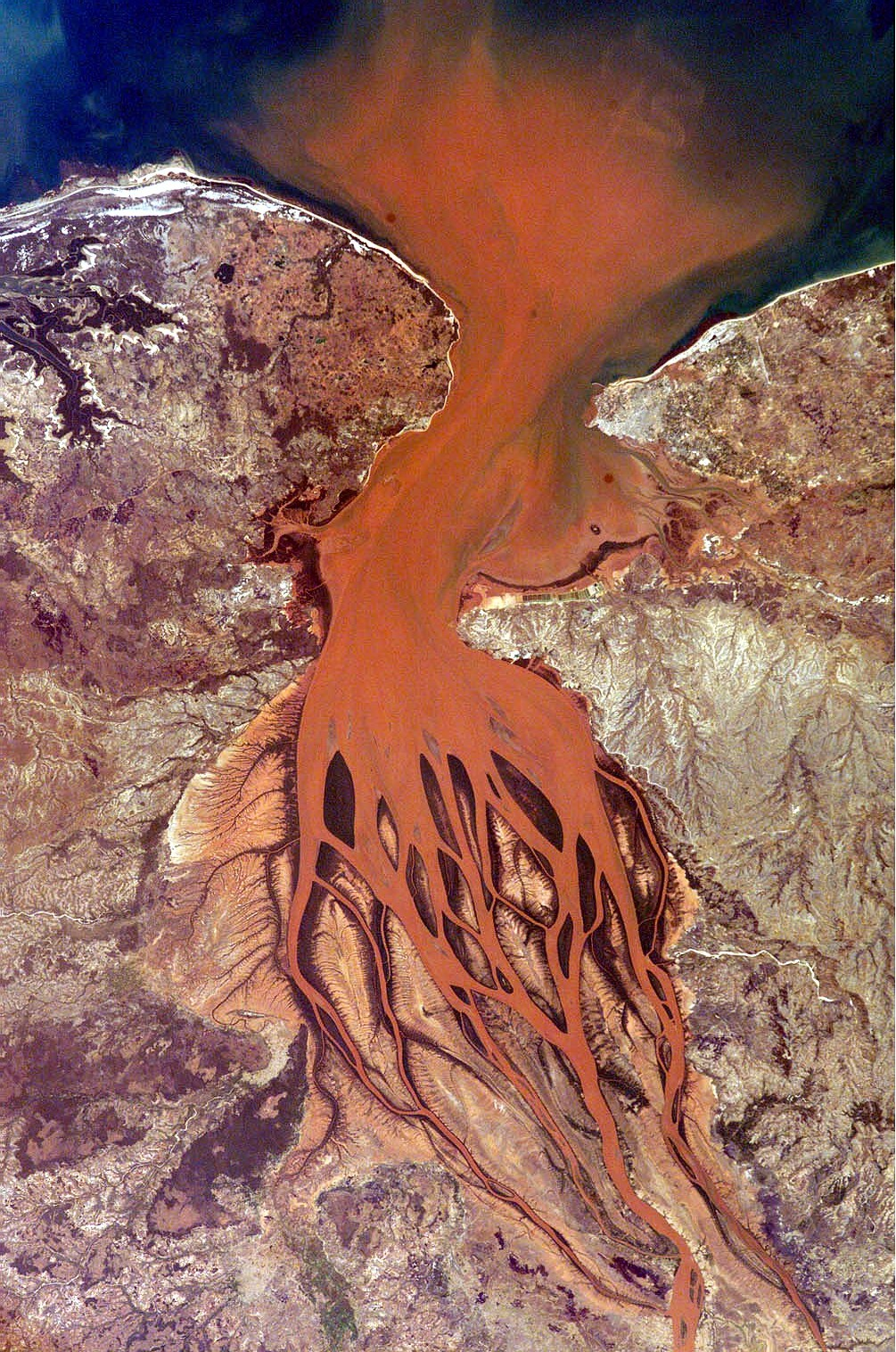
Вид из космоса на дельту Бецибуки и бухту Бумбетука

Красно-коричневый цвет вод Бецибуки является признаком экологической катастрофы. Масштабные вырубки тропического леса, который являлся естественным покровом острова, значительно ускорили процесс эрозии почвы в северо-западной его части. Освоение земли под пашни и пастбища за последние 50 лет привели к тому, что объём вымываемых почв, большая часть которых — это красные латеритные почвы (имеющие в профиле горизонт латерита), в некоторых районах острова приближается к 250 тоннам на гектар. Это максимальное зафиксированное значение этого показателя во всём мире.
Выносимые рекой седименты оседают в эстуарии реки, вызывая процесс заиления бухты Бумбетука. В 1947 году портовые сооружения города Махадзанга пришлось переносить на внешний берег для предотвращения посадки на мель океанских судов.
В январе 2009 года два последовательных тропических циклона вызвали наводнение на Бецибуке. Река сильно разлилась, расположенные по берегам озёра наполнились грязью.